# Ангорска коза
Ангорска коза је раса домаће козе, која потиче из околине Анкаре (Ангоре) у Турској.  Гаји се првенствено због квалитетне длаке (вуне), која се састоји од дугих валовитих влакана, комерцијално познатих под именом мохер.
Растом је доста мања од млечних коза. Тежина коза је 32-35 кг. Тело је покривено дугачком коврџавом свиластом длаком, сем ушију њушке и ногу код папака. Боја длаке је бела или беличаста са жутим пресјајем. Због своје дугачке беле длаке, изгледом веома подсећа на овцу. Руно се одликује финим квалитетом, често са увојцима и високим сјајем. Козе у току године произведу 2-3 кг, а јарчеви 3-5 кг мохера. Дебљина влакана мохера износи око 18 микрона, а дужина око 11-14 цм. Животиње се шишају два пута годишње. Оба пола имају рогове, само што су код мужјака већи и спирални. Уши су им спуштене. Плодност је доста слаба, јер нормално даје једно јаре, а ближњење је изузетно. Младунци су у првим месецима осетљиви нарочито на влагу и маглу и зато морају бити гајени у стаји. Одрасли су такође доста осетљиви, фине конституције, траже добру храну, козе нису добре мајке, а и осетљиве су при порођају. Слабије су отпорности од других раса коза, нарочито на паразите. Млечност је минимална, око 25 литара и обично се све млеко оставља јаради. Месо ангорске козе је боље од меса било које друге расе коза.
Из Турске је први пут у Европу пренео Карло V 1554. године. У Јужну Африку је ова раса увезена 1838, а у САД 1849. године. Данас су те земље, поред Турске, највећи узгајивачи ангорске козе.